# Silsila pulchripes
Silsila pulchripes là một loài tò vò trong họ Ichneumonidae.